# Contea di Lee (Carolina del Nord)
La contea di Lee, in inglese Lee County, è una contea dello Stato della Carolina del Nord, negli Stati Uniti. La popolazione al censimento del 2000 era di 49 040 abitanti. Il capoluogo di contea è Sanford.